# جراند ثفت أوتو: لندن 1969
سرقة السيارات الكبرى: حزمة مهمات (بالإنجليزية: Grand Theft Auto: Mission packs)‏ هي لعبة فيديو من نمط المغامرة وحرب العصابات، أنتجت اللعبة شركة روكستار سنة 1999، وتتحدث عن ظهور عصابات في أحياء لندن الشهيرة سنة 1969.

## وصلات خارجية
- جراند ثفت أوتو: لندن 1969 على موقع IMDb (الإنجليزية)

- Official website
- Grand Theft Auto: London, 1969 على موبي غيمز
- Grand Theft Auto: London 1969 at Grand Theft Wiki
- Grand Theft Auto: London 1961 at Grand Theft Wiki